# Anthaxia hatayamai
Anthaxia hatayamai es una especie de escarabajo del género Anthaxia, familia Buprestidae. Fue descrita científicamente por Bílý en 1990.